# 李洪志
李洪志（1951年5月13日—），吉林怀德（今公主岭）人，是法輪功的創始人、精神領袖，法轮功的修炼者尊称其为师父，亦有民眾稱李大师。李洪志於1992年起公開推廣法轮功，受官方氣功科學研究會邀請在中國大陸各地辦班傳法兩年；1995年因中國駐法國大使館邀請而開始到國外傳法。李洪志的法輪功在1990年代曾廣泛普及於中國大陸，吸引上億人煉功，是第二大信仰群體，包括在中國各階層、中國政府及氣功圈:88，但在1999年遭中国共产党执政的中华人民共和国政府取缔。据法轮功官网明慧网介绍，李洪志1997年通过杰出人才签证移居美国，现居住于纽约州的法轮功总部龙泉寺，并担任神韵艺术团的艺术总监。2000年以来，他已经很少在公开场合露面。

## 早年經歷
在法轮功1999年7月被镇压前，很少人对李洪志的早年生活有过认真的研究，也因此缺乏这方面的权威信息。在李的支持者和反对者之间，有关这方面的分歧十分大。
一些非官方的传记，比如由记者朱慧光写成的；以及部分法轮功官方的书籍，比如《轉法輪》早期版本等书，都记载了李洪志早期的经历和活动。这些传记重点记载李洪志早年的思想转变，在细节上记录李洪志平凡的工作和家庭生活。这些传记在后期出版的法轮功书籍中被删减，李洪志解释说，他不希望人们把注意力集中在自己的生平上。
这些传记指出，李洪志于1951年5月13日出生于吉林省公主岭市。朱慧光在文章中指出，当时李洪志全家生活贫困，他的母亲每个月只有30元人民幣的工资收入，而李洪志被描述为为了照顾他的弟妹而具备了“吃苦和容忍的精神”。另外的书籍则强调了李洪志平凡的社会背景，说明他生活在一个“普通知识分子”的家庭里。文化大革命时期，李洪志和其他年轻人不一样，他拒绝接受文革的宣传（即毛泽东宣扬的极左思想），并拒绝参加红卫兵和其他中国共产党组织。1982年，被分配到吉林省長春市糧油食品供應總公司工作，一直到1992年離職。
在1980年代，李洪志結婚，妻子李瑞，育有一女李美歌。

## 創立法輪功
文化大革命和改革开放之后，中国掀起“气功热”。1984年，因为考虑到自己早先所学的功法不适合“大规模推广”，李开始考察各门气功的教学，为教授法轮功作准备。李洪志一边观察其他气功师的教学方法一边进行研究，到1989年时他已经完成了教授法轮功的准备工作。从1989年到1992年三年中，他尝试在一小部分学员中推行这个功法。1980年代晚期至1990年代早期，中國氣功運動再次流行之際，1992年5月，李洪志在吉林省長春市開辦首期法輪功學習班，以中國法輪功名義首面向社會傳授法輪功。后到北京、天津、濟南、廣州、貴州、哈爾濱、齊齊哈爾等地講授法輪功，到1990年代後期，吸引了上億人煉功。
1992年12月，參加北京東方健康博覽會，為獲獎最多的氣功師。1993年參加北京東方健康博覽會，同時也是組委會成員，獲博覽會最高獎「邊緣科學進步獎」、大會「特別金獎」、「受群眾歡迎氣功師」。1994年，被任命為北京市衛生世博會組委會委員，並在活動中多次獲得獎項和表彰。截至1994年12月31日，應各地官方氣功科學研究會邀請，在中國各地共舉辦56期法輪功面授班，每期約十天。他於中國大陸各地的傳功在1994年結束。在1990年代初中期，法輪功及李洪志獲得很多獎項，官方媒體正面報道，中國政府也支持；這段時期官方媒體所報道的都是法輪功如何使人身心受益，展示法輪功學員接受「健康公民獎」的內容。中國各階層，包括醫生、農民、工人、軍人、中共黨員都修煉，不乏清華大學教授、官媒新華社及央視員工。
這段時期，李與中國公安部保持着正面關係。1993年，他為曾因職受傷的一百名警察提供治療，從公安部所屬的組織贏得表揚。李1994年在北京的公安大學開班授課。李的著作《轉法輪》出版儀式1995年1月在公安部禮堂舉行。
1993年4月第一本著作《中國法輪功》由官方的軍事藝文出版社出版，本書闡述了法輪功的基本宇宙觀、道德體系和功法教學。1994年12月由國務院廣播電視部下屬中國廣播電視出版社出版发行《轉法輪》一書，該書在1996年被《北京青年報》列入「北京市十大暢銷書」。不過，《華爾街日報》記者伊恩·約翰遜指出，法輪功書籍在中國銷量最大的時期，李洪志從未收到任何版權費，因為出版物被盜版:223–229。
1995年3月13日，應邀在中國駐法國大使館文化處舉行了一場講法學習班，赴法國巴黎首次海外傳授功法。1995年4月14日至4月20日，第二個海外法輪功學習班在瑞典哥德堡舉辦。這是最後一次開辦面授班。另在哥德堡舉辦了三場講法報告會，斯德哥爾摩舉辦了一場講法報告會，乌德瓦拉舉辦了一場講法報告會，每場時間約半天。於國外的三次傳功在1995年4月結束，自此其講法傳功告一段落。
1996年首度訪美國，同年獲美國德克萨斯州休士頓市政府以「無私的公共服務，為人類的利益和福利」頒贈「榮譽市民」、「親善大使」。
1998年，以永久居民身份定居美國紐約至今。
1998年以后出版的法輪功书籍不再包含李的传记。这些变化反映了李逐渐从公众的视线中撤退。2000年以来，他已经很少在公开场合露面。

## 法輪功被鎮壓後
江澤民上台後，取消了胡耀邦的氣功寬容政策，並規定全國氣功團體必須納入政府管理，由於法輪功修煉人數增加、意識形態與中國共產黨的差異，讓北京政府感到威脅，所以其從1996年就開始暗中監控。1999年4月25日超過一萬名法輪功修炼者至北京上訪，原因主要是三年以來當局对法轮功不斷打壓，在天津逮捕、毆打修炼者，并通过媒體對法轮功污衊宣傳，是為425上訪事件。上訪當日，中共中央政治局常委、中国国务院总理朱镕基聽取事情经过，被逮捕者獲釋，和朱镕基總理溝通過的修炼者表達對政府和人民有開放溝通感到歡欣鼓舞。然而當晚，中共中央總書記江澤民拒絕朱的和解立場，他將法輪功視為對中國共產黨的威脅，並宣稱若沒有馬上粉碎法輪功將在國際上大失面子。
1999年7月20日，中共中央總書記江澤民稱法轮功修炼者對政府已成威脅。7月29日，中共公安部向全國公安機關下通緝令。李洪志聲明表示遺憾，指公安部「指控的内容完全是捏造、毫无根据的」並要求撤銷通缉，双方在公正的基础上直接对话，和平解决问题。
對這項通緝令，江當局請求國際刑警組織提供合作，但遭該組織拒絕；該組織指「不能在對刑事罪行毫無證據的情況下，使用國際刑警組織的管道去要求成員國追蹤並逮捕」。張偉國在《北京之春》評論此通緝是一場政治鬧劇。一般認為此鎮壓毫無法律根據；在鎮壓開始後，傳言指中國共產黨派出一襲擊小組赴國外試圖暗殺他:303:119。
2001年獲歐洲議會25會員國提名薩哈羅夫獎（自由思想），提名理由說「李先生的人格遭到（中华人民共和国）國營媒體的惡毒攻擊，並有暗殺人員們被派出以尋找他。……截至2001年4月，李洪志先生和法輪功已收到340多獎項，和來自澳大利亞、加拿大、中國（鎮壓以前）、日本、俄羅斯和美國的公開宣言，認可其對人類的精神及身體健康的非凡貢獻。」
根據CNN於2001年的報道，中國被禁法輪功精神運動創始人李洪志被提名為2001年諾貝爾和平獎候選人。不過，報道中並未公開具體提名者的身分。另根據美國之音2002年的報道，李洪志先生被提名為2002年諾貝爾和平獎候選人，報道援引未具名消息來源稱，提名由46位美國議員聯合發起。
2001年，國際人權組織自由之家在美國參議院外交關係委員會大廳頒發國際宗教自由獎給李洪志、法輪大法協會，表彰法輪功在中國大陸受迫害而為爭取信仰自由進行和平抗爭。
2001年《亞洲周刊》年度調查，李洪志獲選「亞洲最有影響力人物」，該刊指出，排名高於江澤民的部分原因是他有能力讓共產黨統治者害怕。2007年10月英國《每日電訊報》報導，全球諮詢公司"Creators Synetics"公布「全球在世百大天才榜」，李洪志排名華人榜首。2007年倫敦皇家國際問題研究所選為「影響現代中國的50人」。2009年9月，獲得美國亞太人權基金會「精神領袖獎」。2013年，被《外交政策》雜誌评为全球最强大的500人之一。
中華民國立法院2004年要求中共停止鎮壓的決議說明文，指李洪志所傳法輪功在世界數十國上億人修煉，「教人修心向善、促使社會道德提升，並使廣大的修煉民眾身心健康」，並指中共「發動全國宣傳機器，全面抹黑、污衊李洪志先生，故外界亦一再質疑，大陸當局一手炮製天安門自焚案......等事件，意圖挑起一般人民對法輪功的仇恨。」美國國會2010年要求當局停止鎮壓的605號決議文指「法輪功是由李洪志先生創立的中國傳統修煉功法，基於真、善、忍原則，包括精神內涵和指導日常生活的道德教導...1996年，國營媒體開始進行批判法輪功的運動，1999年7月22日國營媒體開始大範圍的宣傳運動......；中共當局在過去十年，在世界範圍內以大量資源長期污衊法輪功。」
自由之家資深專家庫克2012年出席美國國會聽證會發表證詞說，「修煉法輪功的中國公民，目前依然生活在不斷遭受綁架和酷刑的威脅當中。法輪功及其創始人李洪志先生，以及各種同音字，一直是中國互聯網上被新聞檢查最嚴厲的字詞，而由任何（中国）國營媒體或由其外交官所提及的都是妖魔化標籤了的措辭。」因報導法輪功獲普立茲獎的《華爾街日報》前北京分社長伊恩·約翰遜指出，「宣布法輪功為邪教是中共政權最能有效迫害法輪功的最聰明舉動之一，因為它置法輪功於守勢、需自己辯護證明其清白，並以西方反邪教運動的合法性來掩蓋當局的鎮壓。當局迅速拾起反邪教運動的詞彙，設立網站，拱出『一夜成名』的專家宣稱法輪功創始人李大師與人民聖殿教的吉姆·琼斯或山達基教會沒有不同。」「為證明其論點，中共當局提出一系列聳人聽聞的故事，諸如人們剖開自己的肚子尋找被認為在肚子裡旋轉的法輪。另一些被呈現的是，他們的親屬以煉法輪功替代吃藥之後死亡。」「問題是，這些說法是不被支持的。中共當局從不允許法輪功受害者單獨受訪，以致於幾乎不可能查證當局的這些指控。即使一個人從表面上去相信當局的所有指控，他們杜撰的案例數量也僅佔法輪功修煉者總數中的極小比例。」

### 談鎮壓原因
李洪志在2004年1月20日中國新年時曾接受新唐人電視台採訪，談中国共产党鎮壓法輪功的原因：「那就是出於妒嫉，因為掌權者的妒嫉造成了這場迫害，儘管法輪功是為社會好，是為民眾好，學功的人數很多，在一些人眼裏看到的就是他們自己的權力，他是不管民眾疾苦的，那麼他就不能容忍法輪功有這麼多人來學。」對於這段表述，記者丹尼·謝克特在《法輪功給中國帶來的挑戰》一書中認為「似乎與其說他對中國領導人感到氣憤，不如說他憐憫他們」，中國領導人已經認識到自己處於意識形態的死胡同，人民無法再相信共產主義，而妒嫉法輪功能激勵並吸引眾多民眾:18。

## 爭議

### 出生日期
1994年9月，李洪志向中國政府申請變更出生日期為5月13日。但中國政府称李生于1952年7月7日，有時則說是7月27日:80，指李為與釋迦牟尼農曆生日相同，自行改為5月13日（即農曆四月初八）。在《時代杂志》對李洪志進行的专访中，李洪志稱1952年7月7日係文革混乱中政府弄錯，自己曾向政府申请改回生日1951年5月13日，并表示从来没称自己是釋迦牟尼。在李洪志对其弟子的讲话中多次明确说过自己不是释迦牟尼。

### 修炼與治病關係
中华人民共和国政府及官方媒體称有人以炼法轮功代替吃药医疗而死亡:251–252; 283–287。紐約時報引述澳媒報導，有指控法輪功不鼓励使用现代医学，但均被法轮功否认。反法轮功活动人士Samuel Luo指出，法輪功阻碍病人就医。丹尼·謝克特指出，李洪志否認他教導學員拒絕看病吃藥，李說「我所做的是告訴人們修煉和吃藥之間的關係。」一名法輪功學員說「看了所有法輪功的書籍，從來沒發現李說不能吃藥」；丹尼并指中國的官方電視台起初「讚揚法輪功減輕國家的昂貴醫療負擔，有助個人健康及社會生機」:101。法輪功的教導，並不禁止或勸阻服藥，也指出醫院和藥物有效，人們如果感覺不舒服就該去醫院，看病、吃藥是每個人的選擇，有提及業力及與疾病的連結問題，類似於佛教對疾病的看法。
李洪志认为古代中医治病很接近于气功治病，古代名医基本上都有特异功能。例如，李洪志在《法轮功》一书中宣称：“我国历史上李时珍、孙思邈、扁鹊、华佗，实际上都是特异功能气功大师。中医传到现在，把功能部份丢掉了，只保留了手法。过去中医是用眼睛（包括特异功能）看病，后来又总结出号脉的方法。如果用中医看病的手法再加上特异功能方法，可以说再过很多年外国的西医也赶不上中国的中医。”

### 宣称中国在2019冠状病毒病疫情期间已死亡四亿人
据大纪元新闻网和新唐人电视台报导，李洪志于2023年1月15日表示，三年多来中共一直在掩盖疫情，中国的疫情已经死了4亿人，这波疫情结束的时候中国会死5亿人。
李洪志在2020年3月疫情初期曾发表文章指出，“目前‘中共病毒’（武汉肺炎）这样的瘟疫是有目地、有目标而来的。它是来淘汰邪党份子的、与中共邪党走在一起的人的。”“远离中共邪党，不为邪党站队，因为它背后是红色魔鬼，表面行为是流氓，而且无恶不作。神要开始铲除它了，为其站队的都会被淘汰。”

## 主要著作
法輪大法經文（已彙編成書出版的著作 （页面存档备份，存于），逾40本）
- 《轉法輪》[55][b]
- 《法輪功》[56]
- 《法輪大法義解》
- 《轉法輪法解》
- 《法輪大法·大圓滿法》[57]
- 《法輪大法·精進要旨》
- 《洪吟》